# Xenegugeli
Das ABC Dino Xenegugeli von Roland Zoss ist ein Tier-ABC in Buch-, CD- und App-Form.

## Tierlieder-ABC und Bilderbuch
Das ABC Dino Xenegugeli ist ein Werk in Bild, Ton und Animation zu den Tieren des Alphabets in den Sprachen Deutsch, Alemannische Berner Mundart, Französisch, Englisch und Spanisch. Das X-Tier gibt dem Tier-ABC den Namen. Der Schweizer Musiker Roland Zoss komponierte die Lieder und entwarf das pädagogische Konzept, singend das ABC zu lehren. Die Farbstiftzeichnungen schuf Holger Schöpflin.
1999 erschien die erste Auflage als Farbbildband und Lieder-CD in Berner Mundart, interpretiert von Roland Zoss mit Musikern der Rockband Span. 2012 folgte das Xenegugeli Gold-ABC mit 26 neuen Tierliedern, eingespielt mit Julian Sartorius, Christoph Kohli und Mario Capitanio.

## Formate
2009 erschien das Xenegugeli-ABC als erste Deutsche App, 2014 auch als E-Book und erweitert auf 5 Sprachen. Deutsch, Französisch, Englisch, Spanisch, plus Schweizerdeutsche Mundart mit Basisschrift. Dazu die CDs mit 26 Tierliedern zu den jeweiligen Sprachräumen. Die englische Fassung interpretiert die kanadische Kinderliedersängerin Clare de Lune, die spanische der Argentinier Mauro Guiretti, die französische und deutsche und schweizerdeutsche Roland Zoss. Mit der Corona-Pandemie etablierte es sich an vielen Unterstufen auf iPads und Computern. Das Xenegugeli-ABC wird seit 1999 konzertant aufgeführt.